# Твалчрелидзеит
Твалчрелидзеит (англ. Tvalchrelidzeite) — минерал, представляющий собой соединение мышьяка, сурьмы, ртути и серы с химической формулой Hg3(Sb, As)S3. Назван в честь Александра Антоновича Твалчрелидзе. Утверждён в качестве минерального вида 5 февраля 1975 года. Обнаружен в трёх местах: в мышьяково-сурьмяно-ртутном месторождении Гоми в Грузии, ртутном рудопроявлении Тюте на Горном Алтае, на сурьмяно-ртутном месторождении Чаувай в Кыргызстане.

## История
Впервые был обнаружен на территории Грузинской ССР среди оруденелых окварцованных песчаников флишевых отложений верхнеэоценового возраста в мышьяково-сурьмяно-ртутном месторождении Гоми, расположенном в зоне южного краевого разлома Уцерского тектонического узла центральной части южного склона Большого Кавказа, в долине реки Риони, неподалёку от деревни Гоми, в 12 километрах северо-восточнее города Они. В указанном месторождении мышьяково-сурмяно-ртутная минерализация связана с южным крылом Гомрульской синклинали.
Получил своё наименование в честь академика Академии наук Грузинской ССР, основателя грузинской минералого-петрографической школы Александра Антоновича Твалчрелидзе. Комиссия по новым минералам Международной минералогической ассоциации утвердила твалчрелидзеит в качестве минерального вида 5 февраля 1975 года. Регистрационный номер в Международной минералогической ассоциации IMA 1974—052. На английском языке носит наименование Tvalchrelidzeite.
Согласно статье В. И. Васильева, опубликованной в 1979 году в журнале «Геология и геофизика», минерал твалчрелидзеит был обнаружен на Горном Алтае среди руд ртутного рудопроявления Тюте ещё в 1966 году, но не был своевременно диагностирован, ввиду малых размеров зёрен. Позднее, при исследованиях аншлифов, были обнаружены пригодные для микрозондовых исследований зёрна минерала. По результатам исследований эти зёрна минерала были классифицированы как твалчрелидзеит.
В 1979 году состоялась третья находка минерала, которая произошла на участке Сарт-Истаган на сурьмяно-ртутном месторождении Чаувай, расположенном в юго-западной Киргизии в верхнем течении реки Исфайрам и образовавшемся в зоне контакта углистых сланцев с покрываемыми ими известняками.

## Описание и физические свойства
Минерал свинцово-серого цвета, с почти чёрным с тёмно-красным оттенком цветом черты. Обладает сильным, алмазным блеском. При наблюдениях через лупу заметно вишнёво-красное просвечивание. На проходящем свете его шлифы имеют тёмный вишнёво-красный цвет, полупрозрачны. По прозрачности классифицируется как просвечивающий. Имеет отчётливое двуотражение. Его внутренние рефлексы довольно сильны и являются тёмно-красными. Проявляет анизотропность, цветные эффекты которой изменяются от тёмно-фиолетового по Rp до тёмно-оливкового по Rq. Относительный рельеф немного выше, чем у киновари. Спектральная кривая его коэффициентов отражения индивидуальна. На отражённом свете его цвет светлый, белый до серовато-белого, по Rq имеет отчётливый зеленоватый оттенок, по Rp — очень слабый сиреневый.
Морфологически представляет собой ксеноморфные зёрна. Сингония кристаллов моноклинная. Имеет примитивные элементарные ячейки. В одном из направлений обладает совершенной спайностью. Излом минерала раковистый и неровный. Хорошо полируется.
Образцы из рудопроявления Тюте имеют слабый серо-голубой оттенок и образуют неправильные зёрна размером до 0,05 мм среди ассоциированных с ними минералов. Отражение — значительно более высокое, нежели у киновари, двуотражение — незначительное. Анизотропен. Двойники и спайность не выявлены.
Экземпляры с месторождения Чаувай имеют коричневато-чёрный цвет. Их блеск — металловидный. При наблюдении через лупу заметно вишнёво-красное просвечивание в трещинах. Обладают совершенной спайностью в одном из направлений. При изучении под микроскопом имеет голубовато-белый цвет, заметно светлее по сравнению с киноварью, двуотражение выражено отчётливо. Плеохроизм — от сиреневато-серого по Rp до зеленоватого по Rg. Анизотропия — сильная, её цветовые эффекты тёмно-фиолетовых и тёмно-оливковых тонов. Внутренние рефлексы (не повсеместно) заметны на воздухе, имеют тёмно-вишнёво-красный цвет.
Твёрдость по шкале Мооса оценивается немногим менее 3. Средняя микротвёрдость вдавливания составляет 172 кг/мм² (по 20 замерам с диапазоном от 143 до 220 кг/мм²). Плотность составляет 7,38 г/см3. Электрический ток проводит плохо.
Может быть ошибочно определён как антимонит или, с меньшей вероятностью, как галенит. При бинокулярном наблюдении имеет сходство с тёмной киноварью, но отличается от неё раковистым изломом и более сильным блеском.

## Химические свойства
С помощью пересчёта результатов химических анализов при первом обнаружении минерала, его химическая формула была теоретически определена как Hg12(Sb, As)8S15. На XI съезде Международной минералогической ассоциации, прошедшем в Новосибирске 4—10 сентября 1978 года был сделан доклад, согласно которому химическая формула твалчрелидзеита Hg10(Sb, As)8S16. В исследованиях образцов с рудопроявления Тюте подтвердилась формула Hg12(Sb, As)8S15. К 1986 году после третьего обнаружения истинная химическая формула твалчрелидзеита была пересчитана и переопределена как Hg12(As, Sb)8S12, при этом соответствующие исследования проводились над образцами из всех трёх мест обнаружения минерала. В 2007 году химическая формула твалчрелидзеита была переопределена учёными из Аризонского университета как Hg3SbAsS3. Принята запись химической формулы минерала Hg3(Sb, As)S3.
Содержит небольшое количество (от 0,001 % до 0,01 %) небольшого числа примесей (меди, свинца и серебра). Не растворяется в щелочах и кислотах, но растворяется в царской водке. Не растворяется в растворах сульфидов щелочных металлов, чем отличается от метациннабарита и киновари. В аншлифах не подвержен травлению стандартными реактивами. Окислительная реакция приводит к замещению твалчрелидзеита ярко-красной киноварью, у которой сохраняются те же текстура агрегатов и направление спайности.
Условия образования твалчрелидзеита, предположительно, должны очень сильно отличаться от условий образования типичного минерала ртутно-сурьмяных руд ливингстонита (HgSb4S8). Предполагается также, что высаждение накопленной в минералообразующем растворе ртути в связанном серой виде происходило в конечном периоде гидротермальной деятельности. Предположительно, образование твалчрелидзеита происходит за счёт нарастания на внутреннюю поверхность киновари в присутствии эндогенной ртути.

## Распространённость
Согласно докладу в Академию наук СССР, сделанному в 1975 году, является главным рудным минералом на отдельных участках месторождения Гоми. Согласно докладу в Академию наук СССР, сделанному в 1986 году, широкое распространение минерала в месторождении Гомии маловероятно. Встречается обычно в составе зернистых агрегатов. У найденных кристаллов развиты только отдельные грани, на которых не была установлена штриховка; хорошо образованные экземпляры обнаружены не были. Ассоциирует с диккитом, реальгаром, метациннабаритом, киноварью. В тонких трещинах окварцованных песчаников минерал встречается в виде одиночных зёрен размером от 1 мм до 10 мм или групп зёрен размером до 2—3 см в окружении мелких зёрен тёмной красно-бурой «печёнковой» киновари, иногда твалчрелидзеит сопровождают мелкие включения ртути и метациннабарита. В трещинах алевролитов встречается в виде каплевидных скоплений размером до 3—4 мм, обросших тонкой корочкой «печенковой» киновари.
На рудопроявлении Тюте (расположенном в Кош-Агачском районе Республики Алтай) минерал был обнаружен в кварцевых жилах, где располагался по границам между зёрнами кварца и по направлениям микротрещиноватости тонкими цепочечными жилками. Тесно ассоциирует с блеклой рудой, киноварью, кубанитом, пиритом, пирротином, халькопиритом.
На месторождении Чаувай твалчрелидзеит был встречен в центральной части месторождения на самом глубоком, четвёртом горизонте в слабоокварцованной приконтактовой брекчии известняково-алевролитового состава, сцементированного крупнокристаллическим флюоритом, а также, в небольших количествах, кварцем и кальцитом. Твалчрелидзеит был найден в флюорите и кварце в виде редких изолированных зёрен размером до 1—2 мм, иногда в ассоциации с киноварью. Также были обнаружены вкрапления зёрен твалчрелидзеита размером 0,1—2 мм в обломках алевролита.